# Dischistocalyx thunbergiiflorus
Dischistocalyx thunbergiiflorus là một loài thực vật có hoa trong họ Ô rô. Loài này được (T. Anderson) Benth. ex C.B. Clarke mô tả khoa học đầu tiên năm 1899.